# St. Antonius (Obfelden)

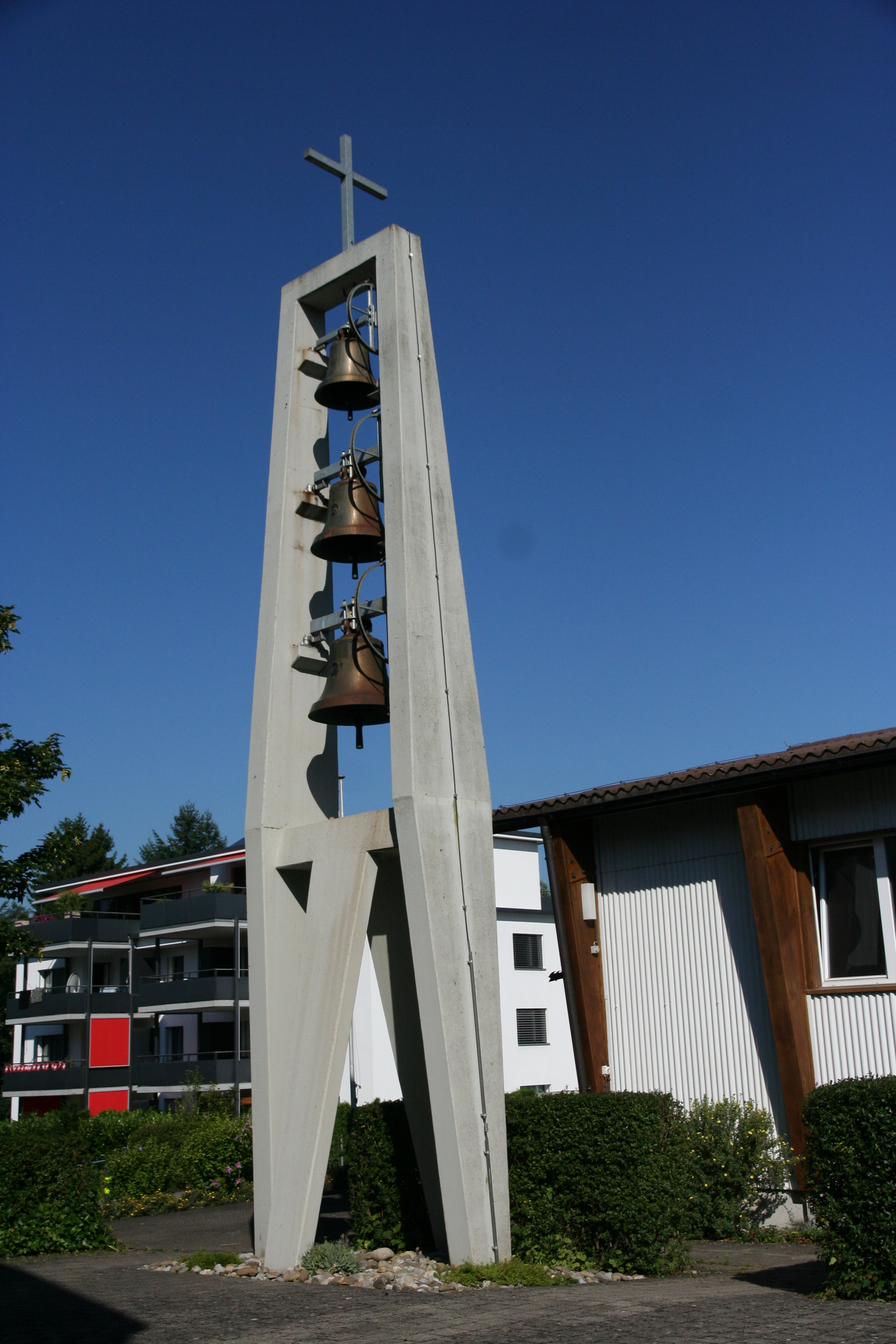
Kirche St. Antonius, Kirchturm

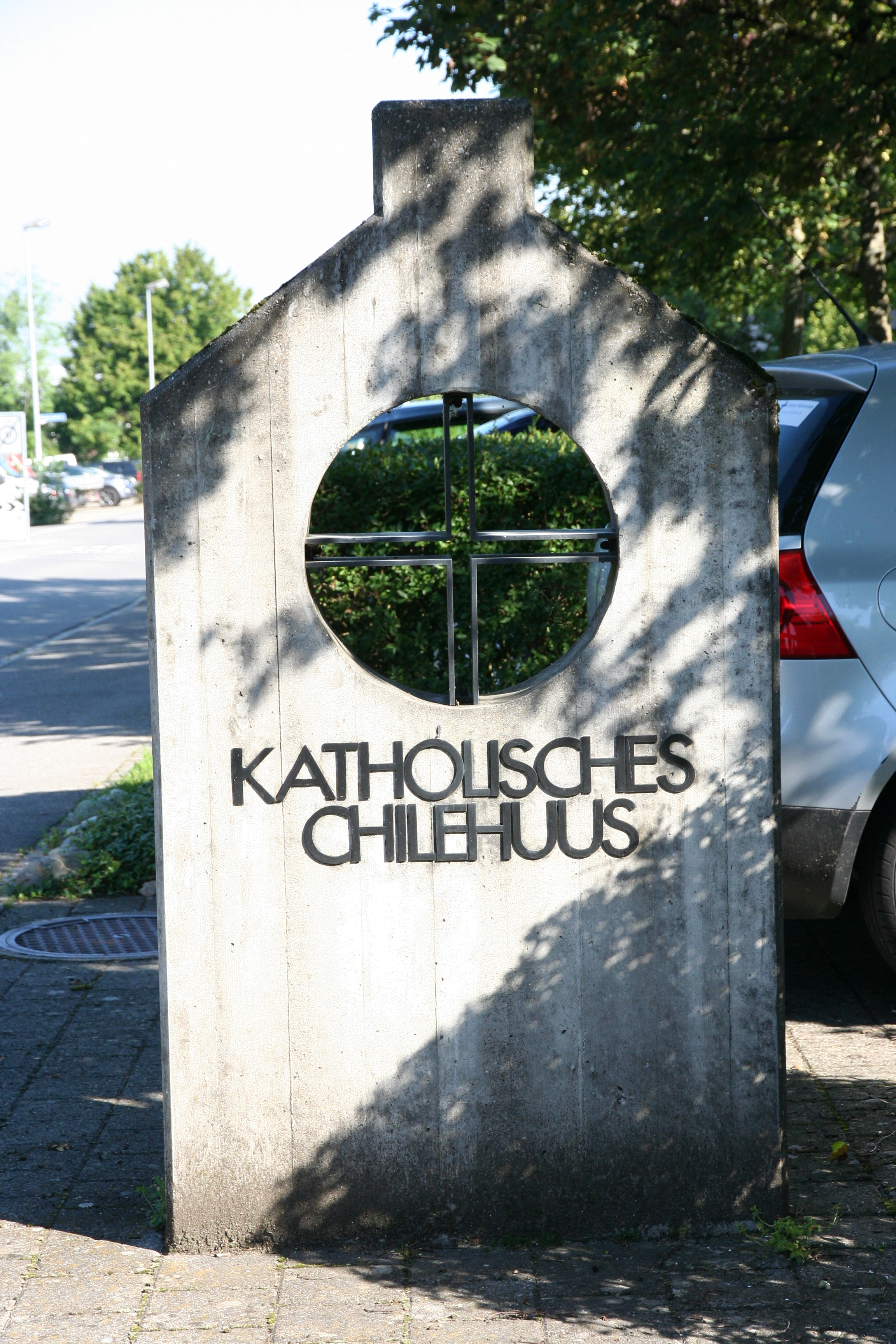
Gestaltung am Eingang

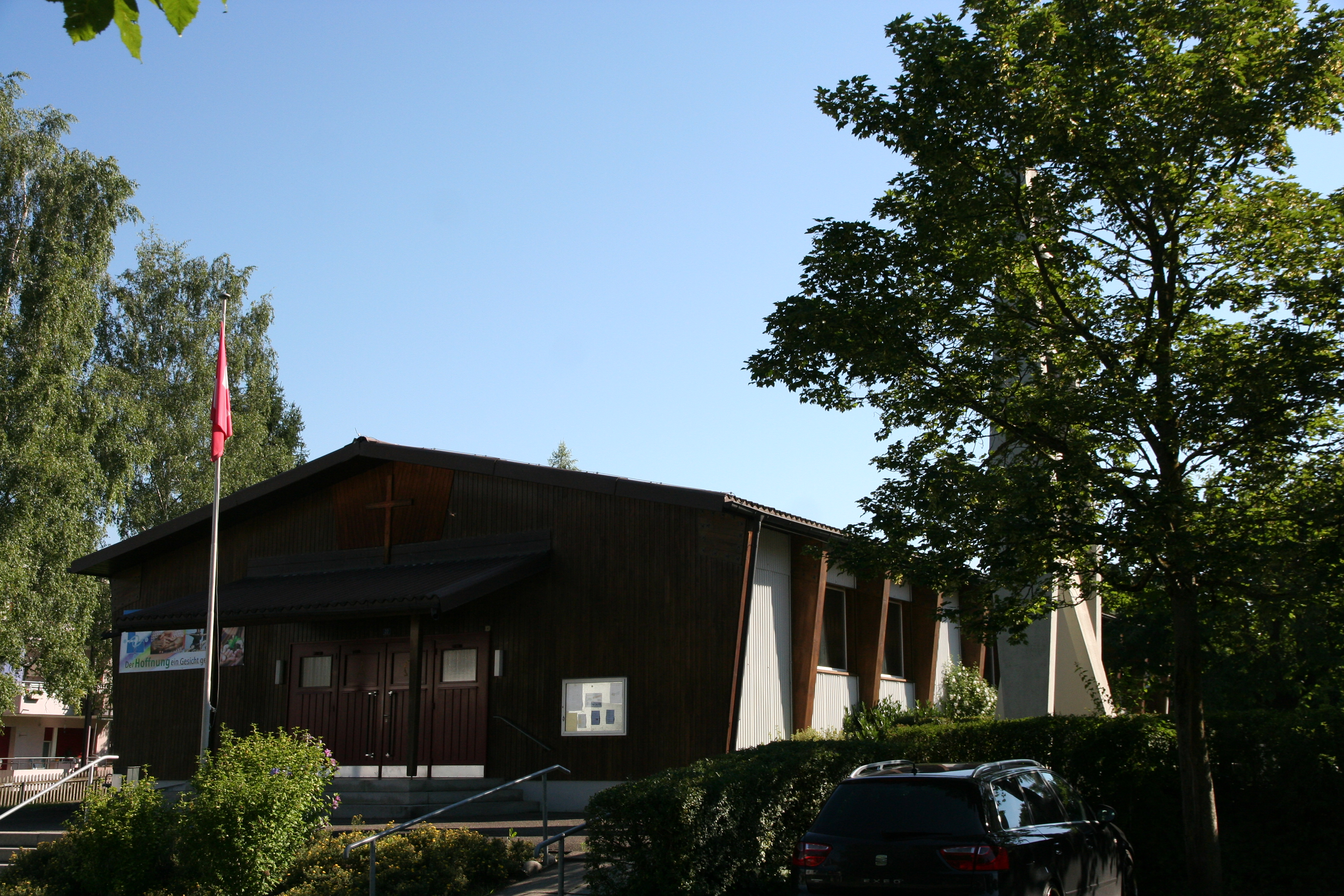
Ansicht von der Bachstrasse

Die Kirche St. Antonius ist die römisch-katholische Kirche von Obfelden im Kanton Zürich. Sie steht an der Bachstrasse 18. Die dazugehörige Seelsorgestelle ist zuständig für die Orte Obfelden und Ottenbach.

## Geschichte

### Vorgeschichte und Namensgebung
Ab dem Mittelalter bis ins Jahr 1847 gehörten die fünf Orte, die zusammen Obfelden bildeten, zu Ottenbach. Entscheidend für die Errichtung der neuen Gemeinde Obfelden war die industrielle Entwicklung des Ortes, namentlich durch die Baumwoll- und Seidenfabrik von Rudolf Stehli-Hausheer. Im Jahr 1847 lieferte Ferdinand Stadler die Pläne für den Bau der reformierten Kirche. Die aus den Zentralschweizer Kantonen nach Obfelden und Ottenbach zugewanderten katholischen Arbeiterfamilien wichen anfänglich in die nahe gelegenen Aargauer Pfarreien in Merenschwand und Jonen aus. 1887 wurde in Affoltern am Albis eine katholische Missionsstation eröffnet, die auch für die Katholiken von Obfelden und Ottenbach zuständig war. Aus dieser Missionsstation ging im Jahr 1891 die Pfarrei St. Josef hervor.

### Entstehungs- und Baugeschichte
Bis weit ins 20. Jahrhundert wurden die Katholiken von Obfelden und Ottenbach von den Seelsorgern der Pfarrei St. Josef Affoltern betreut. Lediglich während der Jahre 1943 bis 1946 wurde Obfelden von der Pfarrei Mettmenstetten aus betreut, dann wieder an Affoltern übergeben. Für die Gottesdienste mussten die Gläubigen nach Affoltern reisen. 1947 gründete der Pfarrer von Affoltern einen Kirchenbaufonds für Obfelden, der in den folgenden Jahren durch Spenden und Bettelbriefaktionen geäufnet wurde. Im Jahr 1955 wurde in Obfelden an der Bachstrasse ein Bauplatz für den Bau der späteren St. Antoniuskirche gekauft. 1963 wurde der Bauplan für eine Notkirche in Obfelden in Auftrag gegeben. Am 9. November 1964 erfolgte der erste Spatenstich. Gebaut wurde die Kirche nach dem Muster der Notkirche von Elgg. Bewusst wurde die Notkirche am nördlichen Rand des Bauplatzes aufgestellt, damit der Platz für spätere Entwicklungen vorhanden blieb. Am 27. Juni 1965 wurde die Kirche von Generalvikar Alfred Teobaldi im Auftrag des Diözesanbischofs von Chur, Johannes Vonderach, geweiht. In den 1980er Jahren wurde neben der Antoniuskirche ein Pfarreizentrum gebaut, das baulich so gestaltet ist, dass ein Neubau der Antoniuskirche möglich wäre. Da der Platz in der Antoniuskirche jedoch ausreicht, wurde von einem Neubau der Kirche abgesehen. In den 2010er Jahren wurde die Antoniuskirche im Innern erneuert. Obfelden blieb bis heute (Stand 2014) Teil der Pfarrei Affoltern.
Die Seelsorgestelle St. Antonius in Obfelden ist zuständig für die Orte Obfelden und Ottenbach. Kirchenrechtlich gehören die beiden Gemeinden zur Pfarrei Affoltern, wo sich die Pfarrkirche St. Josef befindet. Die Kirchgemeinde Affoltern mit den politischen Gemeinden Affoltern, Aeugst am Albis, Hedingen, Obfelden und Ottenbach ist mit ihren 6'524 Mitgliedern (Stand 2021) eine der grösseren katholischen Kirchgemeinden des Kantons Zürich ist.

## Baubeschreibung

### Kirchturm und Äusseres
Die St. Antoniuskirche befindet sich an der Bachstrasse und ist aufgrund ihrer Lage an der Strasse nicht geostet, sondern zeigt in nordöstliche Richtung. Die Kirche weist die Grundfläche von 25 mal 12 Metern auf und ist ein längsrechteckiger Bau. Auf gemauerten Pfeilern entstand eine solide Holzkonstruktion mit einem nur schwach ansteigenden Giebeldach. Auf der rechten Seite der Kirche befindet sich ein freistehender Betonturm, in dem drei Glocken hängen. Diese wurden im Jahr 1965 von der Glockengiesserei H. Rüetschi, Aarau, gegossen und am 12. Juni 1965 von Generalvikar Teobaldi geweiht. Unter einem Vordach hindurch gelangt der Gläubige in das Innere der Kirche.
| Nummer | Gewicht | Ton | Widmung        |
| ------ | ------- | --- | -------------- |
| 1      | 420 kg  | b   | Dreifaltigkeit |
| 2      | 300 kg  | c   | Maria          |
| 3      | 175 kg  | es  | Jesus Christus |

### Innenraum und künstlerische Ausstattung

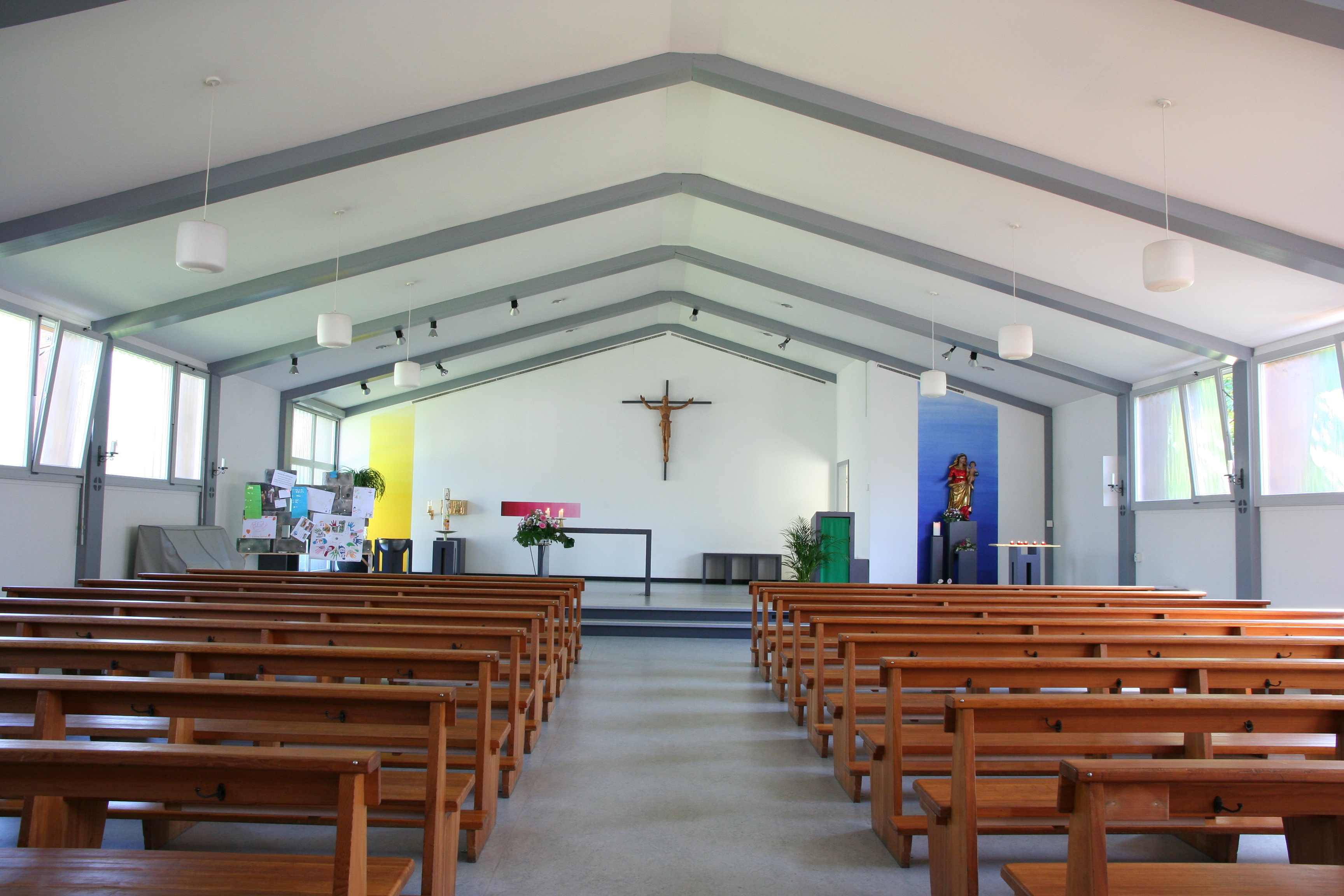
Innenansicht

Die St. Antoniuskirche ist ein Längsbau, auf dessen Bänken 220 Menschen Platz nehmen können. Der ganze Bau ist auf den Altarraum ausgerichtet, was durch die grau gehaltenen Holzbalken der Seitenwände und des Daches optisch unterstrichen wird. Seit der Renovation in den 2010er Jahren besitzt der Altarraum eine Ausstattung der Schreinerei Frick, Obfelden. Das Mobiliar ist anthrazitfarben gehalten und bildet einen Kontrast zur gelben Wandfläche hinter dem Taufbecken und der Osterkerze auf der linken Seite des Altars sowie zur blauen Wandfläche rechts, wo sich die Muttergottesstatue befindet. Hinter der Muttergottes befindet sich die an den Kirchenraum angegliederte Sakristei. Abgeschlossen wird die Ausstattung durch ein Kruzifix, das sich an der Rückwand des Altarraumes oberhalb des Altares befindet. Ein letzter Zeuge der vorherigen Innenausstattung ist der Taufstein, der vor der Kirche aufgestellt wurde. Er trägt einen Spruch aus dem Galaterbrief: «Denn da ihr in Christus hineingetauft seid, habt ihr Christus angezogen.»

### Orgel

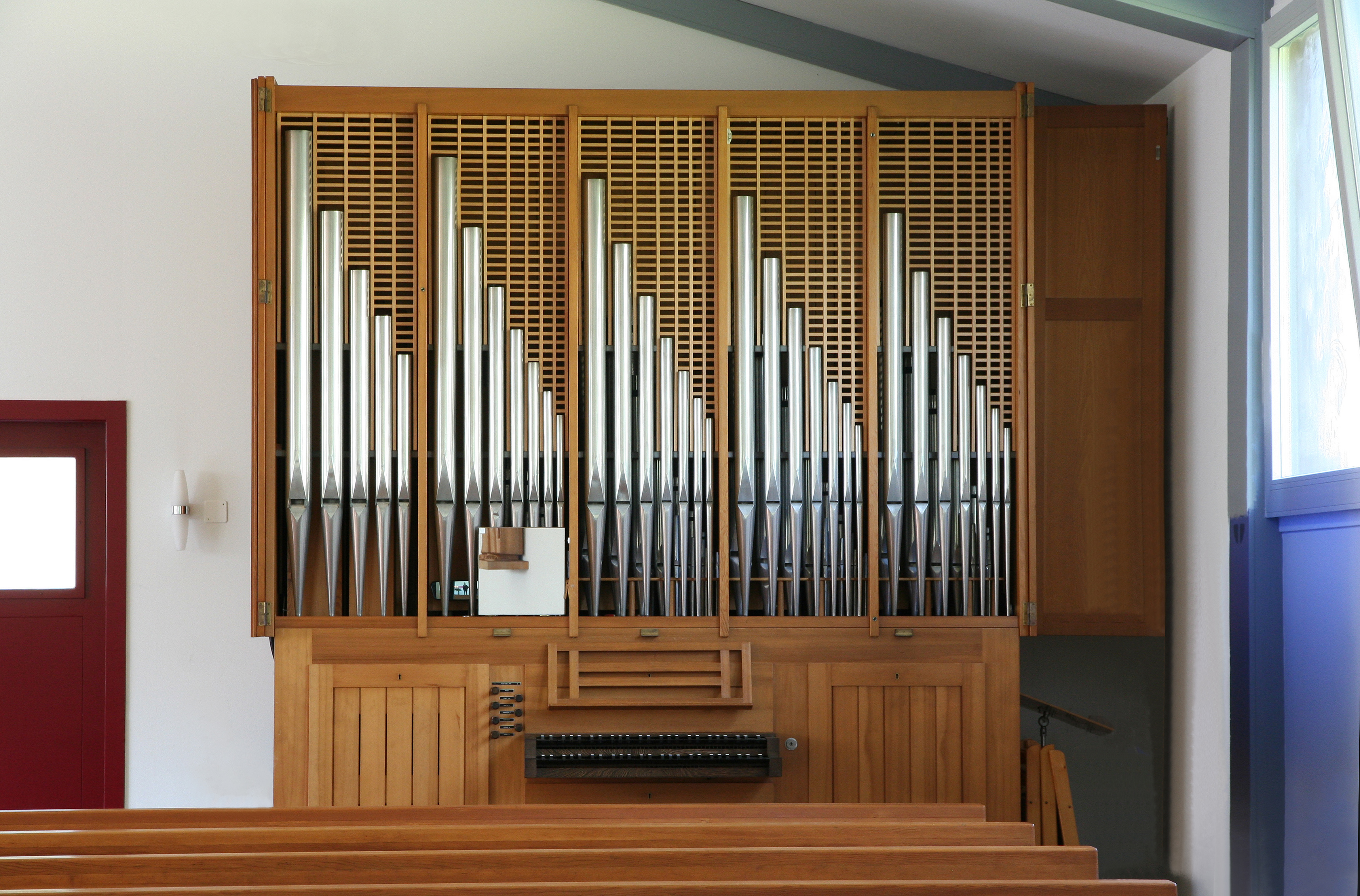
Ebell-Orgel von 1972

Am 7. Mai 1972 wurde die Orgel von Generalvikar Hans Henny geweiht. Es handelt sich um ein Instrument des Orgelbauers Peter Ebell, Kappel am Albis. Das mechanische Instrument besitzt zwei Manuale mit sechs Registern sowie ein angehängtes Pedal.
| I Manual C–g3 |    |
| Rohrflöte     | 8′ |
| Prinzipal     | 4′ |
| Mixtur        |    |

| II Manual C–g3 |       |
| Gedackt        | 8′    |
| Koppelflöte    | 4′    |
| Quinte         | 2 ⁄3′ |

- Koppeln: II/I, I/P, II/P